# Cuapetes calmani
Cuapetes calmani is een garnalensoort uit de familie van de Palaemonidae. De wetenschappelijke naam van de soort is voor het eerst geldig gepubliceerd in 1921 door Tattersall.